# Francine Fox
Francine Anne Fox (ur. 16 marca 1949 w Waszyngtonie) – amerykańska kajakarka, medalistka olimpijska.

## Kariera sportowa
Startując wraz z Glorianne Perrier zdobyła srebrny medal w wyścigu dwójek (K-2) na dystansie 500 metrów na igrzyskach olimpijskich w 1964 w Tokio, przegrywając jedynie z osadą wspólnej reprezentacji Niemiec Roswithą Esser i Annemarie Zimmermann, a wyprzedzając Rumunki Hilde Lauer i Cornelię Sideri. Fox liczyła sobie wówczas 15, a Perrier 35 lat. Zwyciężyła w konkurencji czwórek (K-4)  i zajęła 2. miejsce w jedynkach (K-1), za Marcią Jones Smoke,  na igrzyskach panamerykańskich w 1967 w Winnipeg (kajakarstwo było dyscypliną pokazową na tych igrzyskach).
Była mistrzynią Stanów Zjednoczonych w jedynkach  w 1962, w dwójkach (z Perrier) w latach 1963–1965 i w czwórkach w 1965.